# Explosiones de Río Tercero de 1995
Las explosiones de Río Tercero de 1995 fueron una serie de detonaciones sucedidas en la ciudad argentina de Río Tercero, provincia de Córdoba, el viernes 3 de noviembre de 1995, durante la presidencia de Carlos Menem. Ese día estalló la Fábrica Militar que se encontraba en esa ciudad, destruyendo el establecimiento y parte de la ciudad, causando la muerte de siete personas, hiriendo a más de trescientas y dañando seriamente la salud mental de la mayor parte de la población de la ciudad.
En 2014 el Tribunal Oral Federal de Córdoba Nº 2 dictó la sentencia sobre el caso, condenando a cuatro altos funcionarios de la empresa estatal Fabricaciones Militares, todos ellos ingenieros y militares retirados, a penas de trece y diez años de prisión, por el delito de estrago doloso (intencional) agravado por la muerte de personas. El tribunal concluyó también por unanimidad y con plena certeza que el móvil de la explosión fue el encubrimiento del contrabando de armas a Ecuador y Croacia realizado entre 1991 y 1995.

## Hechos
El 3 de noviembre de 1995, a las 8:55 de ese viernes, se iniciaron en la Fábrica Militar «Río Tercero» una serie de explosiones que se extendieron a lo largo de todo el día, causando la muerte de siete personas, todas ajenas a la planta, ya que ninguna de las 400 personas empleadas presentes durante el siniestro resultó muerta. El siniestro causó también lesiones a más de trescientas personas, la mayoría de las cuales se encontraban fuera de la planta, donde hubo un solo herido grave.
La fábrica estaba ubicada a doscientos metros del límite del área urbana, razón por la cual las explosiones afectaron directamente a la ciudad: decenas de viviendas quedaron en ruinas y cientos fueron seriamente dañadas, al igual que los automóviles; toda el área urbana quedó regada de esquirlas, escombros y municiones de guerra. Las zonas más afectadas fueron los barrios aledaños a la fábrica: Escuela, Las Violetas, Libertador, Cerino, etcétera. El diario español El País describió el escenario en estos términos:

Las calles de la ciudad argentina, desolada, quedaron cubiertas con toneladas de escombros, cientos de grandes proyectiles y carcasas incrustados en el asfalto o dentro de las viviendas. Vainas de diferente calibre aparecían humeantes, y grupos de soldados y policías cargaban en camionetas obuses de un metro. Esquirlas como ladrillos atravesaron paredes. La onda expansiva resquebrajó viviendas, arrancó techos, calcinó vehículos y provocó daños materiales en diez kilómetros a la redonda.

Las siete personas muertas (Romina Torres, Laura Muñoz, Aldo Aguirre, Leonardo Solleveld, Hoder Dalmasso, Elena Rivas de Quiroga y José Varela) eran todas ajenas a la fábrica, al igual que la gran mayoría de los heridos.
Miles de personas huyeron con lo puesto de la ciudad hacia los pueblos vecinos, donde se instalaron en las plazas y casas de vecinos solidarios, que los apoyaron con alimentos, agua y acceso a los teléfonos para poder comunicarse con sus seres queridos.
La población padeció masivamente los síntomas físicos y mentales propios de una guerra, siendo más acentuados en los niños. Se iniciaron más de diez mil demandas por daños y perjuicios contra el Estado argentino, que por su parte estableció un fondo de 80 millones de dólares para atender las indemnizaciones, con un tope por persona de 50 mil dólares.
Ese mismo día a las 17:00, el entonces presidente de la Nación Carlos Menem se trasladó a Río Tercero y ofreció una conferencia de prensa, en la que informó que las explosiones se habían iniciado por accidente. Cuando el periodismo preguntó si podía tratarse de un atentado, Menem respondió:

Le estoy diciendo que no, descártelo totalmente, es un accidente… Se trata de un accidente y no un atentado. Ustedes tienen la obligación de difundir esta palabra.
Carlos Menem, conferencia de prensa en Río Tercero, 3/11/1995

En la misma conferencia de prensa el gobernador de Córdoba, Ramón Mestre, ratificó la afirmación de Menem:

Descarto totalmente la posibilidad de que se trate de un atentado. Esto ha sido un lamentable accidente y hay que entenderlo de esa manera.
Ramón Mestre, conferencia de prensa en Río Tercero, 3/11/1995

A pesar de que parecía «apresurado» suponer que se trataba de un accidente y que gran cantidad de hechos sospechosos indicaban que debía investigarse la hipótesis de que hubiera sido intencional, la instalación que hizo Menem de la «teoría del accidente» dominó completamente la investigación judicial y los medios de comunicación durante varios años.

## Mecánica del estrago
El Tribunal Oral Federal de Córdoba N.º 2 reconstruyó la mecánica de las explosiones valorando las pericias y testimonios presentados en el juicio.
El estrago se desencadenó a partir de tres explosiones sucedidas en el interior de la fábrica. Las dos primeras sucedieron simultáneamente en el tinglado de la Planta de Cargas y la segunda, de mayor intensidad, se produjo en los depósitos de Expedición y Suministros. Las dos explosiones desencadenaron a su vez el estallido de decenas de miles de proyectiles de guerra acumulados en los polvorines de la fábrica, que causaron extensos daños que se extendieron a gran parte de la ciudad, especialmente los barrios aledaños (Escuela, Las Violetas, Libertador, Cerino, etcétera).
El tribunal que juzgó el caso consideró que personas no identificadas, con conocimientos sobre explosivos, ingresaron a la fábrica en la noche del 2 de noviembre o en la madrugada del 3 de noviembre, para dirigirse a la Planta de Carga y a los depósitos de Expedición y Suministros "con la misión de acondicionar los elementos iniciadores del fuego, como asimismo disponer los detonadores y reforzadores necesarios para provocar horas más tarde las letales explosiones".
En el juicio quedó acreditado que la Planta de Carga, donde se produjeron las dos explosiones iniciales, había sido reactivada tres años antes, pero sin reactivar también la Portería de seguridad, que controlaba el acceso a la misma. Tampoco existía una adecuada seguridad en el perímetro de la fábrica, con varios puntos en los que el alambrado estaba roto. La noche previa a la explosión, el teniente coronel Oscar Quiroga, subdirector a cargo de la fábrica por ausencia del director, dio una inusual orden de no permitir el estacionamiento de vehículos particulares frente al predio, algo que era una práctica común de los vecinos.
En los días anteriores a la explosión, se habían acumulado en la Planta de Carga cantidades excesivas de trotyl y cajones con proyectiles de cañones de 105 mm, lo que no era habitual ni seguro que estuvieran allí. Diversos operarios, personal jerárquico y el sindicato se venían quejando por esa situación, y exigiendo que los explosivos fueran trasladados a un lugar seguro.
Otro hecho inusual fue que en la semana anterior a la explosión, tanto el director (cnel. Cornejo Torino), como el subdirector (cnel. Quiroga) de la fábrica, se ausentaron de la fábrica para viajar a Buenos Aires.
Los incursores no pasaron totalmente desapercibidos y fueron vistos u oídos por vecinos, policías y operarios de la fábrica.
A eso de las 8:50, en el tinglado de la Planta de Carga, un tambor de trotyl se prendió fuego, seguido de otros. En el tinglado había unos 200 tambores acumulados en dos grupos separados, el mayor de ellos con trotyl y el menor con hexolita, así como proyectiles sin espoleta. Pocos minutos antes, el supervisor Emilio Ostera había visto una persona sospechosa vestida de soldado al lado del tambor, sin ninguna razón. Ostera y otros operarios intentaron apagar el fuego, pero entonces se produjo la explosión, cuya onda expansiva arrojó a Ostera a 80 metros de distancia, causándole graves lesiones.
A las 8:55 explotaron simultáneamente los dos grupos de tambores, dejando dos cráteres, uno más grande que el otro. La pericia química oficial (ingenieros Yorio, Sicilia, Zanoni y Rodríguez) descartó que las llamas hubieran producido la explosión del trotyl y la hexolita y estableció que para que ello sucediera debió haberse utilizado un detonador y un reforzador.
Las dos explosiones tenían un diferencial de poder, de tal manera que la menor contrarrestó parcialmente a la mayor, con el fin de direccionar la onda expansiva hacia el Este.
Las explosiones fueron direccionadas de tal modo que la onda expansiva se dirigiera hacia el sudeste, un sector donde en ese momento no había empleados ni obreros trabajando, debido a que, por ser día de pago, estaban cobrando sus salarios en la zona oeste del predio, o se encontraban en el comedor, también ubicado al oeste, debido a que a las 9:00  comenzaba el horario de descanso.
Cinco minutos después de las dos explosiones simultáneas en la Planta de Carga, se produjo una nueva explosión, mucho más grande, en los Depósitos de Expedición y Suministros, ubicados a unos 200 metros al sur, sin relación con aquellas. El estallido se produjo en cinco depósitos que contenían unas cien mil toneladas de municiones para morteros, cañones, fusiles y pistolas, ubicados sobre la calle Arenales, frente al barrio Las Violetas, y fue la causante de los mayores daños.
La pericia contable determinó también que en la Fábrica de Río Tercero había muchas menos municiones que las que estaban registradas en los libros, concluyendo que faltaban entre 23.405 y 49.000 municiones, según el inventario que se tomara, que equivalen a un tercio y dos tercios del total.
Dos condenados, los coroneles Cornejo Torino y González de la Vega, aceptaron que la explosión no pudo haber sido accidental. El primero sostuvo que se había tratado de un sabotaje o una grave negligencia, motivado en una protesta sindical, y el segundo sostuvo lisa y llanamente que había sido una operación para encubrir el contrabando de armas a Croacia y Ecuador.

## Actuaciones judiciales

### La investigación
La investigación judicial se extendió durante dieciséis años (1995-2011) y en su transcurso se produjeron serias irregularidades y presiones políticas. Estuvo a cargo del Juzgado Federal de Río Cuarto, conducido en ese lapso por cinco personas: el juez titular Luis Martínez (1995-2005), el conjuez Diego Estévez (2005-2006), la jueza subrogante Clara Curtino (2006), el juez subrogante Oscar Valentinuzzi (2006-2007) y el juez titular Carlos Ochoa (2008-2011).
Gran parte de la investigación y de las presiones estuvieron orientadas a establecer prima facie si la explosión había sido accidental o intencional. En el primer caso las penas eran menores y los delitos podían prescribir si la investigación era dilatada. En el segundo caso las penas eran muy altas y difícilmente pudieran prescribir. La cuestión central pasaba por saber si la carga de trotyl que desencadenó las explosiones podía explotar accidentalmente o precisaba un detonador. Adicionalmente se debatió si las explosiones de Río Tercero estaban vinculadas al probado contrabando de armas a Croacia y Ecuador, un escándalo de alto voltaje político en el que estaba involucrado el entonces presidente Carlos Menem y altos funcionarios civiles y militares.
Los primeros diez años la investigación fue realizada por el juez Luis Martínez, que sostuvo a lo largo de la misma que la explosión había sido un accidente. La labor del juez Martínez fue objeto de críticas por parte de los fiscales, las querellas y diversos observadores, debido a su inacción, a que las pericias y los testigos descartaban una explosión accidental y a que varios de los acusados "procesados" también estaban acusados y "procesados" en la causa por el contrabando de armas. En 1999 el juez Martínez cerró la investigación y elevó la causa a juicio, por estrago culposo (sin intención) con seis personas acusadas ("procesadas").
El Tribunal Oral Federal N.º 2 rechazó la apertura a juicio, debido a que no se había investigado adecuadamente la mecánica de la explosión, y ordenó una investigación suplementaria que duró dos años más. Para realizar esa investigación fueron nombrados como peritos oficiales los ingenieros Daniel Yorio, Oscar Sicilia, Héctor Zanoni y Jorge Rodríguez, de la Universidad Nacional de Córdoba, quienes concluyeron en 2003 que el hecho fue "programado y ejecutado por gente capacitada en explosivos y consciente de sus efectos".
El colapso de la hipótesis del accidente llevó a que el juez Martínez se inhibiera para seguir investigando la causa, quedando la misma a cargo del conjuez Diego Estévez, quien carecía de experiencia en derecho penal. En 2006 Estévez cerró la causa y sobreseyó a todos los acusados ("procesados"). La decisión produjo un escándalo que obligó a la Cámara Federal a anular la sentencia absolutoria y destituir a Estévez.
La causa volvió a cambiar de manos, haciéndose cargo primero la jueza subrogante Clara Curtino (2006) y luego el juez subrogante Oscar Valentinuzzi (2006-2007). Este último "procesó" (acusación formal por sospecha seria) al expresidente Carlos Menem, que a partir de ese momento iniciaría un derrotero de apelaciones que mantuvo suspendida la posibilidad de que fuera sometido a juicio por esta causa, hasta que su muerte en 2021 dejó sin efecto el procesamiento y cualquier imputación futura contra el expresidente.
En 2008 Carlos Ochoa fue designado como nuevo juez titular del juzgado. Ochoa se desempeñaba como secretario penal del juzgado desde el momento de la explosión. En 2012 el juez Ochoa cerró la investigación con respecto a cuatro acusados por estrago doloso (intencional) agravado por causar muertes y elevó la causa a juicio.

### Acusados
Los cuatro acusados eran militares retirados, ingenieros y altos funcionarios de Fabricaciones Militares: 
- Edberto González de la Vega: ingeniero, coronel retirado y director de Coordinación Empresaria de Fabricaciones Militares al momento de la explosión;
- Carlos Franke: ingeniero químico, coronel retirado y director de Producción de Fabricaciones Militares, de la que dependía la fábrica de Río Tercero, al momento de la explosión;
- Jorge Antonio Cornejo Torino: ingeniero, coronel retirado y director de la Fábrica Militar de Río Tercero al momento de la explosión;
- Marcelo Gatto: ingeniero electrónico, mayor retirado y jefe de la División Producción Mecánica de la Fábrica de Armas, jefe de turno de la fábrica, al momento de la explosión.[38]

### El juicio
El juicio se realizó ante el Tribunal Oral Federal N.º 2 de Córdoba (Carlos Julio Lascano, José María Pérez Villalobo y Mario Eugenio Garzón) y comenzó en agosto de 2014, contra los cuatro "procesados" por el juez Ochoa incluidos en la elevación a juicio de 2012, mientras que el "procesamiento" del expresidente Carlos Menem quedó suspendido debido a las apelaciones en trámite.
El 23 de diciembre de 2014 el tribunal dictó la sentencia, estableciendo que las explosiones había sido causadas intencionalmente y condenando a los cuatro acusados, todos ellos militares retirados e ingenieros, por estrago doloso seguido de muerte: Edberto González de la Vega (13 años), Carlos Franke (13 años), Jorge Antonio Cornejo Torino (13 años) y Marcelo Diego Gatto (10 años).
En los fundamentos de la sentencia y apoyados en las pericias química y contable, así como en un análisis detallado de los testigos, los jueces unánimemente concluyeron sin dudas que la explosión había sido intencionalmente causada:

En este estado podemos afirmar con total y absoluta certeza que alguien colocó o hizo colocar aquella sustancia que produjo la temperatura que necesita el trotyl para generar llama, como así también el detonador y el reforzador necesarios para que explote; de ello se deduce claramente la intencionalidad en tales acontecimientos. (fs. 964)

El tribunal también valoró la pericia que analizó el inventario de la fábrica detectando "un importante faltante de explosivos, proyectiles y municiones", y concluyó por unanimidad y con plena certeza que el motivo de la explosión fue el encubrimiento del contrabando de armas a Ecuador y Croacia:

...valorando la totalidad de los elementos probatorios arrimados a este proceso y los obrantes en la denominada causa “Armas” o “Sarlenga”, también incorporados a este juicio, hemos arribado a un juicio de certeza plena que el atentado intencional contra las instalaciones de la FMRT el 3/11/95 estuvo motivado por el propósito de ocultar importante prueba –especialmente faltantes de materiales bélicos- que obraba en la FMRT –verdadero centro neurálgico de las operaciones de reacondicionamiento y maquillaje de las armas, municiones y explosivos que se obtenían por medio del operativo “Ejército Argentino”- para luego ser exportados ilegalmente a Croacia y Ecuador. (fs. 985)

## Recursos
La sentencia fue apelada y el 19 de diciembre de 2017 la Sala II del Tribunal Federal de Casación resolvió los recursos, confirmando la sentencia. Los cuatro condenados recurrieron la sentencia ante la Corte Suprema de Justicia de la Nación.